# Kaifeng
Kaifeng (en chino, 开封; pinyin, Kāifēng (escuchar)ⓘ)  es una ciudad-prefectura en la provincia de Henan, en la República Popular China. Está situada a orillas del río Amarillo y a unos 70 kilómetros de la capital provincial, Zhengzhou. Su área es de 6240 km² y su población total para 2018 superó los 4,56 millones de habitantes. 

## Administración
Desde 2014, La ciudad-prefectura de Kaifeng se organiza en 9 localidades que se administran en 5 distritos urbanos, uno de ellos autónomo y 4 condados rurales.
- Distrito Gulou (鼓楼区)
- Distrito Longting (龙亭区)
- Distrito autónomo Shunhe (顺河回族区)
- Distrito Xiangfu (祥符区)
- Distrito Yuwangtai (禹王台区)
- Condado Weishi (尉氏县)
- Condado Qi (杞县)
- Condado Lankao (兰考县)
- Condado Tongxu (通许县)

## Toponimia
Durante el período Primaveras y Otoños, el Estado Zheng construyó aquí la ciudad Qifeng (启封), de la frase; "expandirse y consolidar  fronteras" (启拓封疆, Qǐtuò Fēngjiāng) y originalmente funcionaba como una especie de fortaleza militar para consolidar el territorio. Según las Memorias históricas, el nombre se cambió a Kaifeng [/kái-fəng/] para evitar el tabú que un lugar lleve el nombre de un gobernante, el de Liu Qi, que gobernó durante la dinastía Han, dando un nuevo significado; "abrir la tierra y consolidar fronteras" (开土封疆 Kāitǔ Fēngjiāng).
A lo largo de su larga historia, la ciudad tuvo varios nombres, entre ellos 
Daliang (大梁), Bianzhou (汴州), Dongjing (东京) y Bianjing (汴京).

## Historia
Kaifeng es una ciudad de gran importancia en la Historia de China y es una de sus antiguas capitales.
En el año 364 a. C., el reino de Wei fundó, durante el periodo de los Reinos Combatientes, la ciudad de Dàliáng (大梁) a la que designó como su capital en la región. Durante este periodo se construyó el primero de los múltiples canales que hay en la zona que enlaza uno de los ríos locales con el río Amarillo. 
Cuando los Qin conquistaron el reino de Wei, la ciudad fue destruida y abandonada y terminó convertida en una ciudad-mercado. En esta ciudad nació Shang Yang, importante pensador de la escuela legalista que llevó al poder al emperador Qin Shi Huang.
A principios del siglo VII, Kaifeng se convirtió en un importante enclave comercial al conectarse con el Gran Canal de China así como con otro canal que fluía hacia el oeste de la provincia de Shandong.
En el año 781, durante la dinastía Tang, se construyó una nueva ciudad en el emplazamiento que recibió el nombre de Bian. La ciudad se amplió durante la dinastía Song. A partir del año 960, Kaifeng se convirtió en la capital de los Song. Su población era de unas 400.000 personas, solo superada por Córdoba, que vivían tanto dentro de las murallas como fuera de las mismas. El tifus fue un auténtico problema para los habitantes de Kaifeng durante este periodo.
Kaifeng alcanzó su máximo esplendor en el siglo XI al convertirse en un importante centro comercial e industrial, localizado en la intersección de cuatro canales destacados. Kaifeng tuvo un rápido desarrollo comercial, cultural y artesanal. Durante este periodo, la ciudad estuvo rodeada por tres murallas y su población era de unos 600.000 o 700.000 habitantes lo que, probablemente, la convertía en la ciudad más poblada del mundo.
El esplendor de Kaifeng acabó en el año 1127, cuando la ciudad fue atacada por los Jurchen que deportaron a la familia real y a la mayoría de los nobles a Manchuria y que terminaron estableciendo la dinastía Jin del Norte. Aunque siguió siendo un importante centro administrativo, sólo se conservó la zona de la ciudad que se encontraba dentro de la muralla construida durante los inicios de la dinastía Song. La zona correspondiente a las otras dos murallas terminó abandonada.
En 1358, en los inicios de la dinastía Ming, Kaifeng se convirtió en la capital de la provincia de Henan. En el año 1642, el ejército Ming inundó la ciudad con agua procedente del río Amarillo. Pretendían evitar el ataque por parte del líder rebelde Li Zicheng. Tras el desastre provocado por la inundación, la ciudad fue de nuevo abandonada.
Kaifeng fue reconstruida en 1662 por el emperador Kangxi de la dinastía Qing. Sin embargo, una nueva inundación asoló la ciudad en 1841. En 1843 se reconstruyó de nuevo, dando origen al Kaifeng contemporáneo.
Durante siglos y hasta su dispersión hacia finales del siglo XIX y principios del siglo XX, Kaifeng ha sido hogar de una comunidad judía durante siglos que se presentaban tradicionalmente como youtai (犹太, de Judá) en mandarín y que eran conocidos por sus vecinos chinos como miembros del Tiaojiaojin (挑筋教), lo que significa, aproximadamente, "la religión que quita el tendón (una referencia al cashrut)". Según el texto de la única sinagoga que se encontraba en la ciudad, construida en 1163, los judíos llegaron a China procedentes de la India durante la dinastía Han (entre el siglo II a. C. y el siglo II d. C.. Menciona los nombres de 70 judíos con apellidos chinos, describe la audiencia que tuvieron con un tal emperador Song cuyo nombre no se menciona, y hace una lista de la transmisión de su religión desde Abraham hasta el profeta Esdrás. Según Tiberiu Weisz, autor del libro "The Kaifeng Stone Inscriptions: The Legacy of the Jewish Community in Ancient China"  tras el exilio de Babilonia y la diáspora del siglo VI a. C., levitas desencantados y kohen marcharon con el profeta Esdrás debido a la prohibición de tener esposas extranjeras y al decreto que estimulaba los matrimonios entre las tribus de Israel, y desaparecieron para no saberse nada de ellos jamás. Weisz cree que estos judíos se establecieron en el noroeste de la India, de donde habrían emigrado a la región de Ningxia, habiendo emigrado durante la represión religiosa llevada a cabo por el emperador budista Wuzong en el año 845 d. C. para finalmente conformar su comunidad en la ciudad. La existencia ininterrumpida de este grupo étnico-religioso durante más de 700 años en un medio sociocultural dominado totalmente por los principio morales y éticos confucianos y aislado de la diáspora judía constituye un fenómeno único tanto en la historia china como en la judía.

## Clima
Kaifeng tiene un clima subtropical húmedo con influencia monzónica, que bordea el clima continental húmedo, con cuatro estaciones bien diferenciadas. Los inviernos son frescos y mayormente secos, mientras que los veranos son calurosos y húmedos; la primavera es cálida y con algunas precipitaciones, mientras que el otoño es fresco y seco. Las precipitaciones se producen principalmente de junio a septiembre. Las temperaturas extremas en la ciudad desde 1951 han oscilado entre -16 °C el 27 de diciembre de 1971 y 42,9 °C el 19 de junio de 1966.
| Parámetros climáticos promedio de Kaifeng (1971−2000) | Parámetros climáticos promedio de Kaifeng (1971−2000) | Parámetros climáticos promedio de Kaifeng (1971−2000) | Parámetros climáticos promedio de Kaifeng (1971−2000) | Parámetros climáticos promedio de Kaifeng (1971−2000) | Parámetros climáticos promedio de Kaifeng (1971−2000) | Parámetros climáticos promedio de Kaifeng (1971−2000) | Parámetros climáticos promedio de Kaifeng (1971−2000) | Parámetros climáticos promedio de Kaifeng (1971−2000) | Parámetros climáticos promedio de Kaifeng (1971−2000) | Parámetros climáticos promedio de Kaifeng (1971−2000) | Parámetros climáticos promedio de Kaifeng (1971−2000) | Parámetros climáticos promedio de Kaifeng (1971−2000) | Parámetros climáticos promedio de Kaifeng (1971−2000) |
| Mes                                                   | Ene.                                                  | Feb.                                                  | Mar.                                                  | Abr.                                                  | May.                                                  | Jun.                                                  | Jul.                                                  | Ago.                                                  | Sep.                                                  | Oct.                                                  | Nov.                                                  | Dic.                                                  | Anual                                                 |
| ----------------------------------------------------- | ----------------------------------------------------- | ----------------------------------------------------- | ----------------------------------------------------- | ----------------------------------------------------- | ----------------------------------------------------- | ----------------------------------------------------- | ----------------------------------------------------- | ----------------------------------------------------- | ----------------------------------------------------- | ----------------------------------------------------- | ----------------------------------------------------- | ----------------------------------------------------- | ----------------------------------------------------- |
| Temp. máx. media (°C)                                 | 5.1                                                   | 8.4                                                   | 13.7                                                  | 21.5                                                  | 26.9                                                  | 31.3                                                  | 31.7                                                  | 30.5                                                  | 26.7                                                  | 21.3                                                  | 13.7                                                  | 7.3                                                   | 19.8                                                  |
| Temp. mín. media (°C)                                 | −4.1                                                  | −1.7                                                  | 2.9                                                   | 9.6                                                   | 14.8                                                  | 19.8                                                  | 22.9                                                  | 22.0                                                  | 16.5                                                  | 10.1                                                  | 3.1                                                   | −2.3                                                  | 9.5                                                   |
| Precipitación total (mm)                              | 8.1                                                   | 11.2                                                  | 28.2                                                  | 35.4                                                  | 55.0                                                  | 73.4                                                  | 174.9                                                 | 109.7                                                 | 69.5                                                  | 41.5                                                  | 20.4                                                  | 9.9                                                   | 637.2                                                 |
| Días de precipitaciones (≥ 0.1 mm)                    | 2.9                                                   | 3.9                                                   | 5.9                                                   | 6.2                                                   | 6.8                                                   | 7.8                                                   | 11.3                                                  | 9.0                                                   | 7.6                                                   | 6.6                                                   | 4.5                                                   | 3.0                                                   | 75.5                                                  |
| Fuente: Weather China                                 |                                                       |                                                       |                                                       |                                                       |                                                       |                                                       |                                                       |                                                       |                                                       |                                                       |                                                       |                                                       |                                                       |

## Lugares de interés
- Pagoda de hierro (铁塔 / 鐵塔 Tiě Tǎ): se trata de una torre de forma octogonal. Fue construida en el 1049 por la dinastía Song para albergar unas reliquias de Buda. Tiene una altura total de casi 56 metros, repartidos en 13 pisos. Está construida en ladrillo rojo, pintados de un modo que recuerdan al hierro.
- Templo Xiangguo: localizado en el centro de la ciudad, es uno de los templos budistas más famosos de China. Fundado en el año 555, se reconstruyó durante la dinastía Tang.
- Pabellón del dragón: Ocupa un área de 83,3 hectáreas y está situado junto al que fuera el Palacio Imperial durante la dinastía Song, en el parque de Longting.